# Jack & Sarah
Jack and Sarah is een Britse romantische komedie uit 1995 van Tim Sullivan met in de hoofdrollen onder meer Richard E. Grant en Samantha Mathis.

## Verhaal
Jack (Richard E. Grant) en Sarah (Imogen Stubbs) verwachten samen een kind, maar Sarah overlijdt gedurende de bevalling. De baby haalt het wel, maar Jack vlucht in de alcohol en laat zijn ouders voor het meisje zorgen. Om Jack te dwingen zijn verantwoordelijkheid te nemen, laten zijn ouders het kind op een dag bij hem achter. Jack heeft het hier moeilijk mee, ook vanwege zijn drukke baan, maar wordt al snel dol op het kind, dat hij ook Sarah noemt.
Ondanks de hulp van de drie grootouders en ex-alcoholicus William (Ian McKellen) zoekt hij toch een nanny, die hij vindt in de Amerikaanse serveerster Amy (Samantha Mathis). Tussen Jack en Amy bloeit later een romance op.